# Manuel Bahamonde y Villamil
Manuel Bahamonde y Villamil fue un gobernador del Nuevo Reyno del León de 1789 a 1795. Nació en Lugo, España. Hijo de don Agustín de Bahamonde y doña Josefa Sarmiento Rivadeneira. Ingresó a la Orden de Alcántara en 1778. Después de una breve trayectoria militar por España e Italia, con repetidos y rápidos ascensos, el 20 de octubre de 1788, Carlos III lo nombra gobernador político y militar del Nuevo Reyno de León, cargo que ratificará el virrey Manuel Antonio Flores el 21 de febrero de 1789.

### Gobernador del Nuevo Reino de León
Esta gobernación tradicionalmente era problemática pues no eran raras las acometidas de indios ni los asesinatos en los peligrosos caminos que la transitaban. Por eso, y pese a encontrarse una gobernación relativamente en paz, acometió inmediatamente directivas en orden a asegurar los caminos de los salteadores.
Trató de fijar la silla episcopal en la ciudad de Monterrey, para lo cual elevó al virrey informes favorables a esta ciudad, incluyendo la del obispo Llanos y Valdés. En vista a aumentar las posibilidades de Monterrey, mejoró la parroquia local para convertirla en catedral, informando el 4 de julio de 1789 estar concluida parte de las obras. Además apoyó la idea de edificar la ciudad al norte prohibiendo para ello la edificación de casas nuevas en la parte antigua a efecto de obligar a los vecinos a trasladarse cerca de la nueva catedral en construcción. Devoto de la Virgen del Roble donó un nicho de plata a la Basílica de Nuestra Señora del Roble donde aún se conserva.
Viudo de doña María Lazo de la Vega, contrajo matrimonio con Josefa Treviño el 7 de febrero de 1792, acto que le costó su mandato, pues realizó esta unión sin contar con el permiso que debían tener los militares para casarse. Aunque pleiteó, finalmente se vio obligado a abandonar el cargo en 1795. Retirado del Nuevo Reyno de León se fue al interior de la Nueva España donde entre 1802 y 1808 obtuvo el mandato de la gobernación de Tlaxcala.